# Michelangelo (chanteur)
Pour les articles homonymes, voir Michelangelo (homonymie).
Michelangelo, de son vrai nom Rainer Limpert (né le 10 mai 1946 à Binenwalde) est un chanteur allemand.

## Biographie
Rainer Limpert suit une formation de libraire. Il prend des cours de chant à Francfort-sur-le-Main et a un groupe pop.
Il publie en 1969 son premier single Sie trägt blau, blau, blau sous le nom de Michelangelo and his Group et apparaît le 18 octobre 1969 dans le ZDF Hitparade présenté par Dieter Thomas Heck. Ce single et Wie ein Feuerwerk sont classés dans le top 20 du magazine Musikmarkt. En 1971, le titre Du bist meine Liebe se classe deux semaines dans le Top 40 néerlandais. Le 13 septembre 1971, il est présent dans le magazine de ZDF Die Drehscheibe. Le disque Ein Tag mit Maria / Weißt du schon? en 1972 est produit par Michael Holm.
En 1971, Gunter Lauke, à la demande d'Albert-Carl Weiland, cherche des chanteurs pour Family Tree, Michelangelo le rejoint. Limpert met fin à sa carrière lors de la dissolution du groupe en 1975.

## Discographie
Singles
- 1969 : Sie trägt Blau, Blau, Blau / Das wird der Anfang unserer Liebe sein (Michelangelo and his Group; Decca)
- 1970 : Wie ein Feuerwerk / Er oder ich (Decca)
- 1970 : Versuch es einmal mit mir / Deine Augen sind blind (Decca)
- 1970 : Angela-la-la / Ich gehe meilenweit (Decca ; face B, reprise de Killroy Media: A Million Miles)
- 1971 : Du bist meine Liebe / Hand aufs Herz (Finger Records)
- 1971 : My Darling Helena / Hey Petula (Poplandia / Finger Records (1972))
- 1972 : Ein Tag mit Maria / Weißt du schon? (Polydor ; reprise de Zafiro: A Day with Maria  / Don’t you know)
- 1973 : Ein Garten der Liebe / In guten Händen (Bellaphon Records)

## Source de la traduction
- (de) Cet article est partiellement ou en totalité issu de l’article de Wikipédia en allemand intitulé « Michelangelo (Schlagersänger) » (voir la liste des auteurs).